# Метаміктні мінерали
Метаміктні мінерали (рос. метамиктные минералы, англ. metamict minerals; нім. metamikte Mineralien n pl) – мінерали, речовина яких при збереженні зовнішнього вигляду кристалу повністю або частково переходить в особливий (склоподібний) агрегатний стан. 
Фіз. суть метаміктизації – порушення тримірної періодичності в розташуванні атомів і йонів, характерної для кристалічної речовини. Це порушення – наслідок зміщення атомів і йонів з їх позицій у кристалічній структурі α–частинками, що виникають при розпаді радіоактивних елементів даного мінералу або мінералів, які перебувають з ним у контакті. Для зміщення атома або йона необхідна енергія порядку 5 еВ. М.м. характеризуються: порушеною кристаліч. структурою і, як наслідок, рентгеноаморфністю; підвищеною потенційною енергією і, як наслідок, самозагорянням при нагріванні; типовим для скла ІЧ–спектром поглинання; раковистим зломом, скляним блиском, крихкістю. 
Метаміктний стан характерний для мінералів з анізотропією хім. зв’язків у кристаліч. структурі: силікатів і титанатів U і Th, силікофосфатів TR, U і Th, складних оксидів групи титано-тантало-ніобатів. 